# Caletorellus siamensis
Genre
Espèce
Synonymes
- Epedanus siamensis Hirst, 1912

Caletorellus siamensis, unique représentant du genre Caletorellus, est une espèce d'opilions laniatores de la famille des Epedanidae.

## Distribution
Cette espèce est endémique de la province de Chanthaburi en Thaïlande. Elle se rencontre vers Chanthaburi.

## Description
Le syntype mesure 3,75 mm.

## Systématique et taxinomie
Cette espèce a été décrite sous le protonyme Epedanus siamensis par Hirst en 1912. Elle est placée dans le genre Euepedanus par Roewer en 1923 puis dans le genre Caletorellus par Roewer en 1938.

## Étymologie
Son nom d'espèce, composé de siam et du suffixe latin -ensis, « qui vit dans, qui habite », lui a été donné en référence au lieu de sa découverte, le Siam.

## Publications originales
- Hirst, 1912 : « Descriptions of new harvest-men of the family Phalangodidae. » Annals and Magazine of Natural History, sér. 8, vol. 10, p. 63–84 (texte intégral).
- Roewer, 1938 : « Über Acrobuninae, Epedaninae und Sarasinicinae. Weitere Weberknechte IX. (9. Ergänzung der Weberknechte der Erde 1923). » Veröffentlichungen aus dem Deutschen Kolonial- und Übersee-Museum in Bremen, vol. 2, p. 81–169.